# Jean Forestier
Jean Forestier (Lió, 7 d'octubre de 1930) és un ciclista francès, ja retirat, que fou professional entre 1953 i 1965.
Durant la seva carrera esportiva va aconseguir més de cinquanta victòries, entre les quals destaquen quatre victòries d'etapa al Tour de França i la classificació per punts del de 1957, any en què també va vestir el mallot groc durant dues etapes, el Tour de Romandia de 1954, el Tour de Flandes de 1956 i la París-Roubaix de1955. El 1958 guanyà el Super Prestige Pernod International, antecedent de la classificació per punts de l'UCI.

## Palmarès
- 1953
  - 1r de la Poly Lionesa
  - 1r del Gran Premi de Valence d'Agen
  - 1r del Gran Premi de Vals-les-Bains
  - 1r del Gran Premi Mostradors de Teixits a Valence
  - Vencedor d'una etapa del Circuit de les 6 Províncies
- 1954
  - 1r del Tour de Romandia i vencedor d'una etapa
  - 1r del Gran Premi de Vals-les-Bains
  - 1r del Gran Premi d'Europa a Lió
  - 1r del Gran Premi de Gonon
  - Vencedor de 2 etapes del Circuit de les 6 Províncies
  - Vencedor d'una etapa al Tour de França
- 1955
  - 1r de la París-Roubaix
  - 1r del Gran Premi d'Europa a Lió
  - 1r del Gran Premi de Canes
  - 1r del Critèrium de Fameries
  - 1r del Critèrium de Seilles
  - Vencedor d'una etapa al Tour de França
  - Vencedor d'una etapa al Tour del Sud-est
- 1956
  - 1r del Tour de Flandes
  - 1r del Gran Premi d'Europa a Lió
  - Vencedor d'una etapa al Tour de França
- 1957
  - 1r del Tour de Romandia i vencedor de 2 etapes
  - 1r del Critèrium Nacional
  - 1r del Critèrium de Brest
  -  1r de la classificació per punts al Tour de França
  - Vencedor d'una etapa al Critèrium del Dauphiné Libéré
- 1958
  - Campió del Super Prestige Pernod International
  - Vencedor d'una etapa al Critèrium del Dauphiné Libéré
- 1960
  - 1r del Circuit de les regions flamenques
- 1961
  - 1r del Gran Premi de Le Parisien
  - Vencedor d'una etapa al Tour de França
- 1962
  - 1r del Tour de Var i vencedor d'una etapa

### Resultats al Tour de França
- 1953. 39è de la classificació general
- 1954. 27è de la classificació general i vencedor d'una etapa
- 1955. 32è de la classificació general i vencedor d'una etapa
- 1956. 12è de la classificació general i vencedor d'una etapa
- 1957. 4t de la classificació general.  1r de la classificació per punts. Porta el mallot groc durant 2 etapes
- 1958. Abandona (2a etapa)
- 1959. 34è de la classificació general
- 1960. Abandona (7a etapa)
- 1961. 35è de la classificació general i vencedor d'una etapa
- 1962. 36è de la classificació general